# Steve Tisch
Steven Elliot Tisch (nacido el 14 de febrero de 1949) es un productor de cine y empresario estadounidense. Es presidente, copropietario y vicepresidente ejecutivo de los New York Giants, el equipo de la NFL del que es copropietario su familia, además de productor de cine y televisión. Es hijo del ex copropietario de los Giants, Preston Robert Tisch.

## Primeros años de vida
Tisch nació en Lakewood Township, Nueva Jersey, hijo de Joan (de soltera Hyman) y Preston Robert Tisch, un ejecutivo de cine y televisión que también se desempeñó como Director General de Correos de los Estados Unidos. Tiene dos hermanos, Jonathan Tisch y Laurie Tisch. Su familia es judía. Asistió a la Universidad Tufts, durante la cual comenzó su carrera cinematográfica.

## Carrera

### Década de 1970-2000
Durante su juventud, Tisch creó una serie de pequeñas películas con el respaldo de Columbia Pictures. En 1976, dejó Columbia y creó su primer largometraje, Outlaw Blues. En 1983 continuó con Risky Business, que le dio a Tom Cruise su primer papel principal.

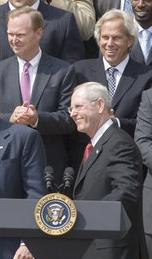
Tisch (a la derecha) visitando la Casa Blanca el 30 de abril de 2008

En 1984, Tisch produjo una película para televisión titulada The Burning Bed, que causó controversia pero también recibió once nominaciones al Emmy por la representación de Farrah Fawcett de una esposa maltratada. Tisch fundó su propia compañía de producción en 1986, llamada Steve Tisch Company, que desde entonces se ha especializado en películas para la pantalla chica. La compañía originalmente tenía un acuerdo de dos películas con New World Pictures, siendo Soul Man la primera película de un acuerdo propuesto de dos películas. En 1987, la compañía montó múltiples proyectos en Warner Bros., que incluían los derechos cinematográficos del personaje Mr. Magoo (el proyecto fue finalmente realizado por Disney en 1997 como una película de acción real), así como tres proyectos originales con los que la compañía, a través de Steve Tisch Productions, tenía un contrato en el estudio. Sin embargo, también produjo varias películas aclamadas por la crítica, entre ellas Forrest Gump, American History X y Snatch. Tisch recibió un Premio de la Academia a la Mejor Película y un Globo de Oro por Forrest Gump, que fue nominada a 13 Premios de la Academia y ganó seis, y sigue siendo una de las películas nacionales de mayor recaudación en taquilla de la historia. También es la única persona con un Globo de Oro, un Premio de la Academia, una nominación al Premio Primetime Emmy y un anillo del Super Bowl. En 1999, desarrolló y produjo un piloto de televisión abortado, Mission Extreme, para Film Roman y Max Degree TV, pero fue cancelado debido a la falta de patrocinadores internacionales.

### 2001-presente
Actualmente es socio de Escape Artists, una compañía de producción cinematográfica financiada independientemente con sede en Sony Pictures Entertainment que es el resultado de una fusión entre su compañía Steve Tisch y la compañía de producción de sus socios Todd Black y Jason Blumenthal, Black & Blu. Escape Artists estrenó The Weather Man, protagonizada por Nicolas Cage, en el otoño de 2005, y The Pursuit of Happyness, protagonizada por Will Smith, fue estrenada por Columbia Pictures en diciembre de 2006. Otros proyectos incluyen Seven Pounds, protagonizada por Will Smith, Knowing, protagonizada por Nicolas Cage y The Taking of Pelham 123, protagonizada por Denzel Washington y John Travolta. Los proyectos televisivos de la empresa incluyen Perpetual Grace, LTD. para Epix y Servant protagonizada por Nell Tiger Gratis para Apple TV+.
En 2007, Tisch recibió el Premio PT Barnum de la Universidad Tufts por su trabajo excepcional en el campo de los medios y el entretenimiento.
Tisch se convirtió en presidente y vicepresidente ejecutivo del equipo de fútbol americano New York Giants en 2005. Aceptó el Trofeo Vince Lombardi dos veces, cuando los Giants ganaron el Super Bowl XLII y nuevamente cuando ganaron el Super Bowl XLVI. El 30 de abril de 2008, Tisch, junto con el resto del equipo y la administración de los Giants, recibió una invitación del presidente George W. Bush a la Casa Blanca para honrar la victoria de los Giants en el Super Bowl.
Tisch también hizo una aparición en el reality show Shark Tank en la temporada 5.
Después de la temporada 2021, cuando los Giants terminaron 4-13, Tisch "presionó" a John Mara para que despidiera al entrenador en jefe Joe Judge, luego de que, según informes, John Mara estuviera dispuesto a darle a Judge un tercer año.

## Vida personal
Tisch se ha casado dos veces. Tuvo dos hijos con su primera esposa, Patsy A. Tisch; el matrimonio terminó en divorcio. En 1996, Tisch se casó con Jamie Leigh Anne Alexander.  Tuvieron tres hijos, Elizabeth, Holden y Zachary, antes de divorciarse.
El 10 de agosto de 2020, anunció que su hija, Hilary, murió por suicidio debido a antecedentes de depresión. Tenía 36 años.
Su hermano Jonathan se desempeña como tesorero de los Gigantes.

## Filmografía
Fue productor de todas las películas a menos que se indique lo contrario.

### Películas

#### En rol de producción
| Año  | Película                            | Rol                 | Notas           |
| ---- | ----------------------------------- | ------------------- | --------------- |
| 1977 | Outlaw Blues                        |                     |                 |
| 1978 | Almost Summer                       | Productor ejecutivo |                 |
| 1980 | Coast to Coast                      |                     |                 |
| 1983 | Risky Business                      |                     |                 |
| 1983 | Deal of the Century                 | Productor ejecutivo |                 |
| 1986 | Soul Man                            |                     |                 |
| 1988 | Big Business                        |                     |                 |
| 1988 | Hot to Trot                         |                     |                 |
| 1989 | Heart of Dixie                      |                     |                 |
| 1990 | Heart Condition                     |                     |                 |
| 1990 | Bad Influence                       |                     |                 |
| 1994 | Forrest Gump                        |                     |                 |
| 1994 | Corrina, Corrina                    |                     |                 |
| 1996 | The Long Kiss Goodnight             | Productor ejecutivo |                 |
| 1996 | Dear God                            |                     |                 |
| 1997 | Wild America                        | Productor ejecutivo |                 |
| 1997 | The Postman                         |                     |                 |
| 1998 | American History X                  | Productor ejecutivo |                 |
| 1998 | Lock, Stock and Two Smoking Barrels | Productor ejecutivo |                 |
| 1998 | Nico the Unicorn                    | Productor ejecutivo | Directo a video |
| 1999 | Wayward Son                         | Productor ejecutivo |                 |
| 2000 | Snatch                              | Productor ejecutivo |                 |
| 2000 | Looking for an Echo                 | Productor ejecutivo |                 |
| 2003 | Alex & Emma                         | Productor ejecutivo |                 |
| 2005 | The Weather Man                     |                     |                 |
| 2006 | The Pursuit of Happyness            |                     |                 |
| 2008 | Seven Pounds                        |                     |                 |
| 2009 | Knowing                             |                     |                 |
| 2009 | The Taking of Pelham 123            |                     |                 |
| 2010 | The Back-up Plan                    |                     |                 |
| 2012 | Hope Springs                        | Productor ejecutivo |                 |
| 2014 | Sex Tape                            |                     |                 |
| 2014 | The Equalizer                       |                     |                 |
| 2015 | Unfinished Business                 |                     |                 |
| 2015 | Southpaw                            |                     |                 |
| 2017 | The Upside                          |                     |                 |
| 2018 | The Equalizer 2                     |                     |                 |
| 2019 | Troop Zero                          |                     |                 |
| 2021 | Pig                                 |                     |                 |
| 2021 | Being the Ricardos                  |                     |                 |
| 2021 | A Journal for Jordan                |                     |                 |
| 2022 | The Man from Toronto                |                     |                 |
| 2023 | Cassandro                           | Productor ejecutivo |                 |
| 2023 | The Equalizer 3                     |                     |                 |
| —    | Masters of the Universe             |                     |                 |

#### Como actor
| Año  | Película          | Rol                    | Notas         |
| ---- | ----------------- | ---------------------- | ------------- |
| 1971 | Cry Uncle!        | Man Running from Motel | Sin acreditar |
| 1996 | Dear God          | Neighbor with Dog      |               |
| 2010 | Brother's Justice | Steve                  |               |
| 2015 | Entourage         | Board Member           |               |

#### Tripulación miscelánea
| Año  | Película          | Rol                     |
| ---- | ----------------- | ----------------------- |
| 1971 | Cry Uncle!        | Asistente de producción |
| 1971 | Such Good Friends | Asistente de producción |

#### Agradecimientos
| Año  | Película        | Rol                     |
| ---- | --------------- | ----------------------- |
| 1995 | Man of the Year | Agradecimiento especial |
| 2018 | The Dive        | Agradecimiento especial |

### Televisión

#### En rol de producción
| Año     | Título                  | Rol                 | Notas                  |
| ------- | ----------------------- | ------------------- | ---------------------- |
| 1975    | The Missing Are Deadly  | Productor asociado  | Película de televisión |
| 1979    | No Other Love           | Productor ejecutivo | Película de televisión |
| 1980    | Homeward Bound          |                     | Película de televisión |
| 1982    | Prime Suspect           |                     | Película de televisión |
| 1982    | Something So Right      | Productor ejecutivo | Película de televisión |
| 1984    | Calendar Girl Murders   | Productor ejecutivo | Película de televisión |
| 1984    | The Burning Bed         | Productor ejecutivo | Película de televisión |
| 1984    | Silence of the Heart    | Productor ejecutivo | Película de televisión |
| 1984−85 | Call to Glory           | Productor ejecutivo |                        |
| 1986    | Triplecross             | Productor ejecutivo | Película de televisión |
| 1987    | In Love and War         | Productor ejecutivo | Película de televisión |
| 1988    | Evil in Clear River     | Coproductor         | Película de televisión |
| 1988    | Dirty Dancing           |                     |                        |
| 1989    | Out on the Edge         | Productor ejecutivo | Película de televisión |
| 1990    | Judgment                | Productor ejecutivo | Película de televisión |
| 1991    | CBS Schoolbreak Special |                     |                        |
| 1991    | Vidiots                 | Productor ejecutivo | Película de televisión |
| 1992    | Afterburn               | Productor ejecutivo | Película de televisión |
| 1992    | Keep the Change         | Productor ejecutivo | Película de televisión |
| 1992    | Freshman Dorm           | Productor ejecutivo |                        |
| 1996    | The People Next Door    | Productor ejecutivo | Película de televisión |
| 2000    | Mission Extreme         | Coproductor         |                        |
| 2016    | Prototype               | Productor ejecutivo | Película de televisión |
| 2019    | Perpetual Grace, LTD    | Productor ejecutivo |                        |
| 2019    | Why We Hate             | Productor ejecutivo | Documental             |
| 2021    | Dr. Death               | Productor ejecutivo |                        |
| 2019−23 | Servant                 | Productor ejecutivo |                        |

#### Como actor
| Año  | Título   | Role        | Notas         |
| ---- | -------- | ----------- | ------------- |
| 1995 | Seinfeld | Man in Café | Sin acreditar |
| 2017 | Billions | Himself     |               |

#### Como director
| Año  | Título        |
| ---- | ------------- |
| 1989 | Dirty Dancing |